# Setibhor
Setibhor (st-jb-Ḥrw) va ser una reina egípcia de finals de la V Dinastia. Probablement era l'esposa del rei Djedkare.

## Títols
El nom i els títols de Setibhor no es van trobar fins al 2019ː
- La que veu a Horus i Seth (mȝȝ.t-hrw-stẖ)
- Gran del ceptre dels hetes (wr.t-ḥts)
- Gran dels elogis (wr.t ḥz.t)
- Dona del Rei, la seva estimada (ḥm.t nswt mr.t=f)

El cartutx d'Unas, successor de Djedkare, va ser trobat en les restes de relleus del temple mortuori de Setibhor. Sembla que això demostra un vincle estret entre els dos sobirans i la reina. Si aquest enllaç fos real, llavors Djedkare i Setibhor serien els pares d'Unas, tot i que no s'hagi trobat cap títol de "Mare del Rei" relacionat amb Setibhor.

## Tomba

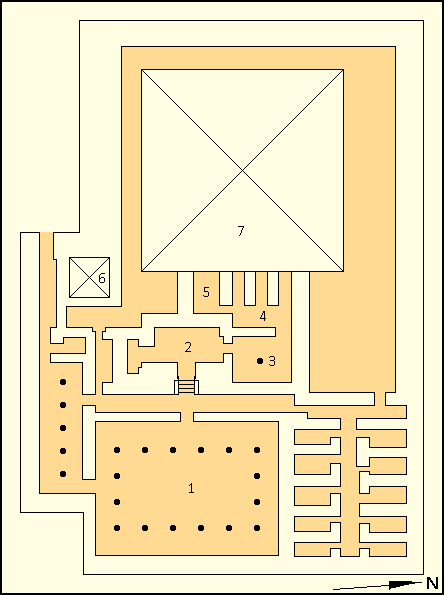
Plànol del complex de Setibhorː 1. Pati de columnes; 2. Capella amb cinc nínxols d’estàtues; 3. Avantsala quadrada; 4. Reserves; 5. Sala d'ofrenes; 6. Piràmide de culte; 7. Piràmide principal.

La seva piràmide és coneguda des de fa temps. Està situada al costat de la del rei a Saqqara i és coneguda per la seva mida inusualment gran, la més gran construïda per a una reina en tot el Regne Antic. El seu nom i els seus títols es van trobar en una columna el 2019. La piràmide incorpora elements que abans només s'utilitzaven en els complexos del rei.
L’arqueòleg egipci Ahmed Fakhry (1905–1973) va excavar el seu temple mortuori els anys 1950, però l’informe mai no es va publicar. L'egiptòleg nord-americà Klaus Baer (1930–1987), que va ajudar Fakhry en l'excavació, va assenyalar que les escenes presents al temple havien estat "alterades secundàriament" amb textos sobre el cap de la reina esborrats i substituïts per "voltors i altres insígnies reials". També va assenyalar que el temple havia estat "greument malmès". L'egiptòloga americana contemporània Ann Macy Roth va suggerir que la insígnia reial i la violència utilitzada contra el seu monument indiquen que podria haver governat com a rei femení, de manera similar al que li van passar als monuments de Hatshepsut els quals van ser destruïts després de la seva mort.